# پاتریتسیا دورسکا
پاتریتسیا دورسکا (لهستانی: Patrycja Durska؛ زادهٔ ۲۴ مهٔ ۱۹۷۷) بازیگر اهل لهستان است.
از فیلم‌ها یا مجموعه‌های تلویزیونی که وی در آن‌ها نقش داشته است، می‌توان به پزشکان، دوستان، ماگدا ام.، در خیابان سپولنی، هتل ۵۲، در خوشی و سختی و حیوان بزرگ اشاره نمود.